# Indela-9
Indela-9 — белорусский беспилотный летательный аппарат, разработанный ООО «КБ Индела».

## Описание
Корпус планера выполнен из композитных материалов и рассчитан на многократное применение. Полётное задание может осуществляться автономным и радиокорректируемым способами. Дрон использует оптическую гиростабилизированную оптико-электронная систему с встроенным лазерным дальномером. Двухосная гиростабилизированная полностью интегрированная система подвески с прямым приводом. Конструкция аппарата устроена таким способом, что её пилотажно-навигационное оборудование можно менять и переукомплектовывать (по желанию заказчика), что в свою очередь увеличивает диапазон возможно выполняемых задач.
Важной особенностью беспилотника является наличие электродвигателя, чего не было у предыдущих разработок компании «Indela».

## Функционал
«Indela-9» может привлекаться к различного рода деятельности, в том числе:
- мониторинг мест пожаров, техногенных происшествий, наводнений, массовых беспорядков и террористических угроз;
- осуществление поисковых работ;
- проведение аэросъёмки местности;
- осмотр линий трубопроводов и электропередач, обнаружение повреждений и дефектов;
- выполнение воздушной разведки;
- осуществление охранных мероприятий закрытых объектов и больших территорий;
- слежение за подвижными целями.

## Характеристики
Размах крыльев «Indela-9» довольно большой в сравнении с его предшественником «Indela-6» – 9,1 м. Максимальная взлётная нагрузка составляет 65 кг, а количество топлива – 20 л. Тяга одного двигателя равна 12,5 кВт, что позволяет развивать скорость до 140 км/ч. Продолжительность полёта — 10 часов, а статический потолок — 4 км.

## Вариации
- Indela-9M — продолжительность полёта увеличена до 15 часов[3].